# Susan Waffa-Ogoo
Susan Waffa-Ogoo (sinh ngày 4 tháng 10 năm 1960) là một chính trị gia người Gambia người từng là Bộ trưởng Bộ Ngoại giao của đất nước từ tháng 11 năm 2012 đến tháng 10 năm 2013. Là một thủ thư trước khi tham gia chính trị, lần đầu tiên bà được bổ nhiệm vào nội các sau cuộc đảo chính năm 1994 và giữ một số chức vụ bộ trưởng dưới thời Tổng thống Yahya Jammeh. Bà cũng từng là Đại diện thường trực tại Liên Hợp Quốc của Gambia từ năm 2008 đến 2012.

## Chính trị
Theo sau Cuộc đảo chính năm 1994, Waffa-Ogoo được bổ nhiệm làm Bộ trưởng Thông tin và Du lịch trong chính phủ mới được thành lập bởi Yahya Jammeh. Bà là một trong hai người phụ nữ duy nhất trong nội các, cùng với Fatoumata Tambajang (Bộ trưởng Bộ Y tế). Bà và Jammeh đã biết nhau khi còn nhỏ, với một số nguồn mô tả bà là "em gái nuôi" của ông. Chức vụ của Waffa-Ogoo được đổi thành Bộ trưởng Bộ Du lịch và Văn hóa vào năm 1996, và sau một cuộc cải tổ cấp bộ vào tháng 8 năm 2000, thay vào đó, bà được làm Bộ trưởng Bộ Thủy sản, Tài nguyên và Môi trường. Bà trở lại ngành du lịch và văn hóa vào tháng 9 năm 2004, nhưng vào tháng 2 năm 2006 đã bị sa thải hoàn toàn khỏi nội các và được thay thế bằng Angela Colley (một cựu học sinh của bà). Waffa-Ogoo trở lại nội các vào tháng 10 năm 2006, với tư cách là Bộ trưởng Bộ Thương mại, Công nghiệp và Việc làm, nhưng lại bị bãi nhiệm vào tháng 2 năm 2007.
Vào tháng 4 năm 2008, Waffa-Ogoo được bổ nhiệm làm Đại diện thường trực tại Liên Hợp Quốc của Gambia. Ban đầu, bà được bổ nhiệm Cao ủy tới Ấn Độ, nhưng bà đã không tham gia cuộc hẹn đó trước khi được đề cử vào vị trí khác. Vào tháng 11 năm 2012, Waffa-Ogoo rời vị trí tại Liên Hợp quốc của mình để được bổ nhiệm lại vào vị trí Bộ trưởng Bộ Ngoại giao. Bà là người phụ nữ đầu tiên giữ vị trí này. Tuy nhiên, bà đã phục vụ chưa đầy một năm trước khi bị sa thải, nổi tiếng sau khi Jammeh không chấp nhận việc bà xử lý một cuộc xung đột với Bộ Ngoại giao Hoa Kỳ.